# 実包

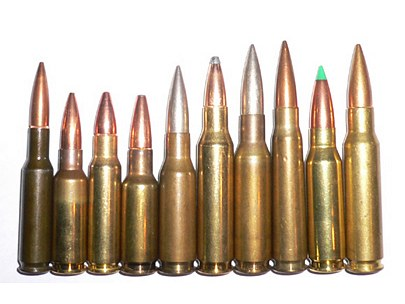
写真左から
6mm SAW
6.5mm Grendel
6.8×43mm SPC
7mm ベンチレスト
280/30 ブリティッシュ
7mm-08
7mm セカンドオプチウム
276 ピーダーセン
308x1.75"
7.62x51mm NATO弾

実包（じっぽう）、弾薬筒（だんやくとう）、カートリッジ（Cartridge）は、拳銃、小銃、機関銃、散弾銃などの火器に用いられ、弾丸に爆薬を内蔵していない火工品である。弾薬の一種であることから、弾薬と呼ばれる場合もある。散弾銃用の実包は、装弾（そうだん）とも呼ばれる。

## 構造と構成
基本的には弾丸（弾頭部）、薬莢（やっきょう）、発射薬、銃用雷管から構成される。
より大型の砲弾でも基本的には銃弾用実包と同じ構造だが、多量の発射薬への着火を助けるため、雷管の先に導火薬が入った火管が薬莢内へ挿入される。
一般語としての「弾丸」は、弾丸自体を指すこともあれば、薬莢に収まった発射可能なものを指すこともある。実包とは、後者を指す言葉である。

実包の構造
1. 弾丸、弾頭部
2. 薬莢
3. 発射薬
4. 抽筒板
5. 雷管

1. 弾丸（ブレット）
射出され、人員の殺傷、器物の破壊などの目的を果たす部分。目的に応じた様々な形状のものが存在する。

2. 薬莢（ケース）
発射薬を収容する容器で、頭部に弾丸、底部に雷管が装着される。発射薬の保護、弾頭の保持、発射時の気密性確保、熱排出などの役割をもつ。

3. 発射薬（パウダー）
燃焼し弾丸の発射に必要なエネルギーをもったガスを発生させる。現代では無煙火薬が使用され、より以前では黒色火薬が用いられた。目的に合った特性を得られるよう、調合、形状、量が調整される。

4. 抽筒板（リム）
薬莢底部に設けられる突起。薬室内で実包の位置を固定したり、薬室から実包や空の薬莢を引き出すときに使用される。

5. 雷管（プライマー）
発射にあたって最初に発火する部分。銃器の撃針（ファイアリング・ピン）がここを叩くことで内蔵された起爆薬が発火し、発射薬が燃焼を開始する。薬莢底部に起爆薬を内蔵し側面に露出したピンを叩くことで発火するピンファイア式や、起爆薬を内蔵するリムを叩き潰すことで発火するリムファイア式の実包には独立した雷管はない。

## 実包の効果

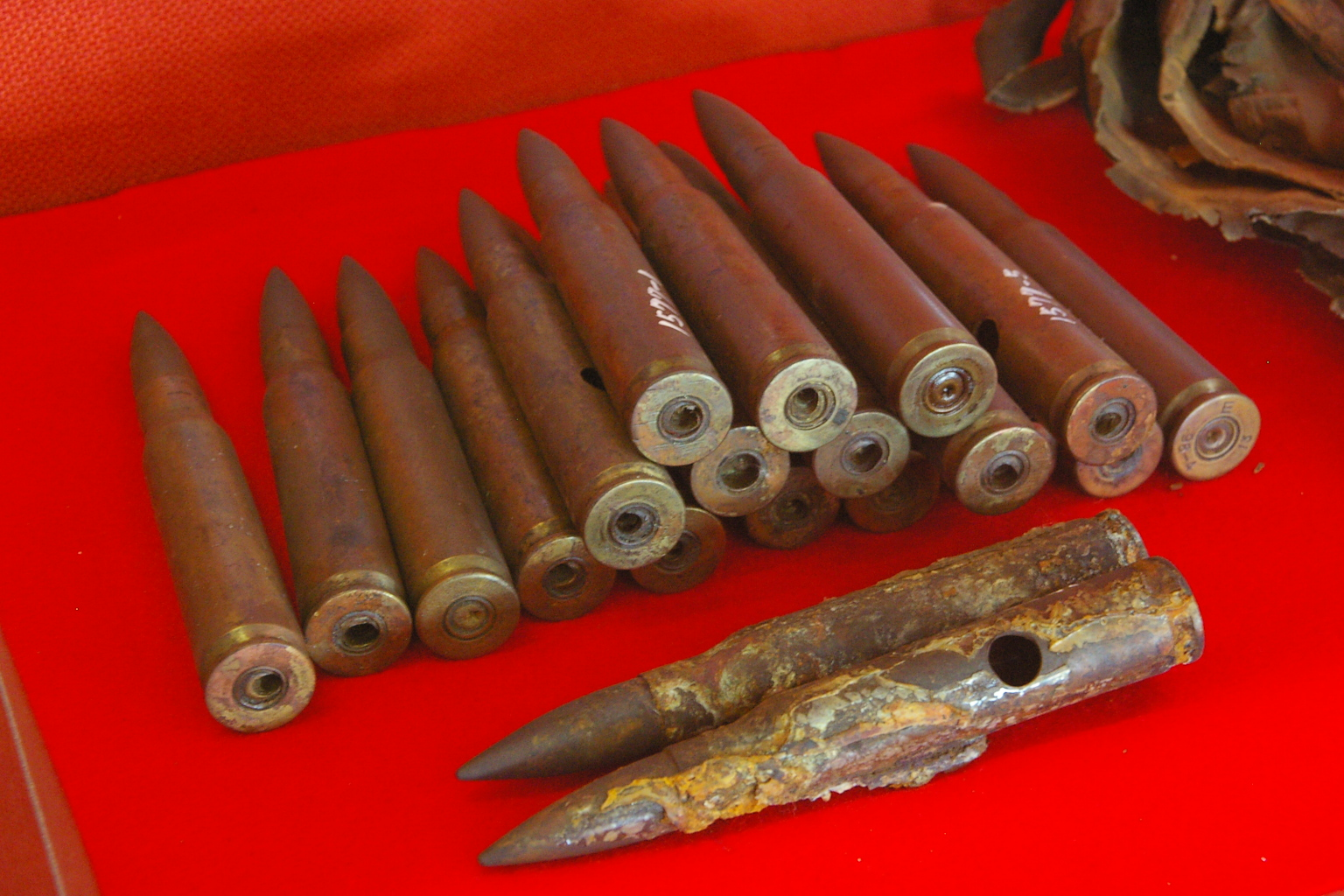
日本海軍の13ミリ機銃弾
薬莢底部に雷管が確認できる。装薬は日本の法律により、取出済

発明当初の火砲は、目標物に向かって射出される弾体と、推進力を生み出す発射薬が別々であった。そのため、1発を発射するための準備に要する時間が長く、連射は不可能だった。その後、それらを薬莢にパッケージングすることで、取り扱いは容易となり、雨・湿気など周囲の影響を低減でき、連射機構が可能となった。また、その薬莢を金属とし、熱をある程度吸収させて捨てることで連射時に薬室の過熱を抑え、
ガンパウダーや銃用雷管の自然発火＝コックオフが減少でき、薬室後端の燃焼ガス漏れなどを防ぎ、射撃精度を上げることとなった。
日本史の中では、織田信長の軍隊などが、弾丸と発射薬を包んでパッケージ化した「早合」と呼ばれるものを使用していた。火縄銃の発射にかかるサイクルの中で発射薬を詰める時間をかなり短縮できるため、軍事的には大変有利になる。

## 特殊な実包

### マグナム弾
同口径の一般的な弾薬よりも発射薬を増やしたもの。強装弾（下記）とは違い、より多くの火薬が入るよう、また安全性のために薬莢の形状を変えている。

### ケースレス（無薬莢）弾
薬莢を廃したもの。広義のケースレス弾にあたるいくつかの紙製薬莢では、素材に燃焼しやすいよう処理した紙を用いて発射時に薬莢が燃え尽きるようになっていた。現代のケースレス弾は成形された発射薬に弾頭と雷管が装着されている。軽量化や金属資源の節約、銃器の排莢機構の削除が望めるが、薬莢の持っていた機能が失われ問題が多い上にコストが高く（量産に至っていないためでもあるが）、実用化に至った例はない。

### テレスコープ弾
薬莢の中に弾丸を内没させたもの。弾頭が内蔵されるため耐久性が向上し、単純な円筒形になるため携帯性にも優れる。各国で研究が進められているが、技術的問題やコストにより大規模な採用には至っていない。

### 強装弾
装薬量を増やすなどして、一般的な弾薬よりも発射圧力を高めたもの。威力や射程距離の向上が望めるが、反動の増加や命中精度の低下、発射炎による視界の悪化などが懸念される。マグナム弾とは違い、薬莢の形状はそのままである。

### +P弾
強装弾のうち、アメリカの火器業界による研究所「SAAMI」が定める規格「+P」の範囲で圧力を高めたもの。+P規格を超えて圧力を高めた+P+弾も存在する。一般的に使用しても銃器を破損する恐れは小さいが、対応を謳っていない銃器で使用すると寿命を縮めたり最悪破壊する恐れがある。

### ホットロード（オーバーロード）
強装弾を指すスラング。とりわけ、+P（あるいは+P+）を超える圧力まで発射薬を増やしたハンドロードによる強装弾を指す。安全規格を無視した弾薬であるため、使用すると銃器の破損や負傷の恐れがある。
また、ホットロードという単語は弾薬の強弱を示す形容詞的な用法でも使われる。具体的には、メーカーや製品により同一規格の範囲内にある弾薬であっても装薬の強弱があるため、相対的に強力な弾薬のことを（ファクトリーロードであっても）ホットあるいはホットロードと呼ぶ。  

### 弱装弾
装薬量を減らすなどして、一般的な弾薬よりも発射圧力を低めたもの。威力や射距離は減少するが、反動低下と、それに伴う命中精度の向上が期待できる。旧日本軍では減装弾と呼称し、軽機関銃・狙撃銃に使用していた。自衛隊では62式7.62mm機関銃、64式7.62mm小銃、74式車載7.62mm機関銃が弱装弾を使用する。はじめから弱装弾を想定した設計がされている銃に使うならば問題はないが、そうでない銃で弱装弾を用いる場合、弾道が照準装置の設定に合わなくなり、自動火器においては圧力不足による作動不良にも注意が必要となる。

### サブソニック（亜音速）弾
弾速が音速を下回るよう弾頭重量や発射薬の量を調整したもの。弾丸の飛翔に伴って発生する衝撃波がなく、それによって発生する大きな音を抑えられるため、発射時に銃が発する音を軽減するサプレッサーとは相性が良く、亜音速弾とサプレッサーを併用することで消音効果がより高まる。しかし通常弾より弾道が不安定になりやすく、遠距離の狙撃など射撃精度が求められる状況とは相性が悪い。.45ACP弾の様に、通常の実包がサブソニックで、音速以上の実包が特殊という例もある。